# Aleurocanthus trispina
Aleurocanthus trispina là một loài côn trùng cánh nửa trong họ Aleyrodidae, phân họ Aleyrodinae.
Aleurocanthus trispina được Mound miêu tả khoa học đầu tiên năm 1965.